# Ziepel (Gardelegen)
Ziepel ist ein Ortsteil der Hansestadt Gardelegen im Altmarkkreis Salzwedel in Sachsen-Anhalt.

## Geographie
Ziepel, ein Rundplatzdorf,  liegt etwa drei Kilometer südwestlich des Gardelegener Stadtzentrums in der Altmark. Östlich fließt die Milde. Im Westen liegt der etwa 90 Meter hohe Schwarze Berg im Waldgebiet Weteritzer Forst.
Etwa einen Kilometer östlich liegt der Wohnplatz Hoppenmühle, eine frühere Wassermühle.

## Geschichte

### Mittelalter bis Neuzeit
Ziepel ist als Rundplatzdorf angelegt worden, wie aus dem Urmesstischblatt von 1823 hervorgeht.
Im Jahre 1206 hat das Domstift Stendal zwei Höfe in Ciple, wie es in einer Urkunde aus dem Jahre 1207 heißt. Der Historiker Peter Rohrlach schreibt dazu: „Ob es sich dabei um Ziepel handelt, ist nicht sicher“.
1380 war offenbar der Knappe Hans Maurin (Mourin) Lehnsbesitzer von Ziepel, wie auch über den auf der Feldmark befindlichen Teich, der 1410 an die Stadt Gardelegen vertauscht wurde. Bis 1465 hatte Stake, Bürger zu Gardelegen, Eigentum im Ort. 1465 hatten die von Alvensleben Eigentum im Dorf, das beim Schloss Gardelegen bleiben soll. Da jedoch die von der Schulenburg ein älteres Recht auf den Anfall hatten, sind diese 1465 in das Lehen eingetreten.

### Andere Erwähnungen
Die von Wilhelm Zahn aufgeführten ältesten Belege 1107 kipli, 1207 ciple, tzypel lassen sich nach Angabe von Peter Rohrlach nicht bestimmen. Eine, allerdings gefälschte, Erwähnung von kipli im Jahre 1007 gibt es bei Johann Friedrich Falcke.

### Herkunft des Ortsnamens
Franz Mertens deutet den Namen als slawischen Eigennamen abgeleitet von „caplja“ ofür „Reiher“.

### Eingemeindungen
Ursprünglich gehörte das Dorf zum Salzwedelischen Kreis der Mark Brandenburg in der Altmark. Zwischen 1807 und 1810 lag es im Stadtkanton Gardelegen auf dem Territorium des napoleonischen Königreichs Westphalen. Ab 1816 gehörte die Gemeinde zum Kreis Gardelegen, dem späteren Landkreis Gardelegen.
Am 20. Juli 1950 wurde Ziepel nach Gardelegen eingemeindet.

### Einwohnerentwicklung
| Jahr | Einwohner |
| ---- | --------- |
| 1734 | 099       |
| 1774 | 120       |
| 1789 | 094       |
| 1798 | 101       |
| 1801 | 102       |
| 1818 | 111       |

| Jahr | Einwohner |
| ---- | --------- |
| 1840 | 137       |
| 1864 | 111       |
| 1871 | 104       |
| 1885 | 097       |
| 1892 | [0]113    |
| 1895 | 096       |

| Jahr | Einwohner |
| ---- | --------- |
| 1900 | [0]087    |
| 1905 | 087       |
| 1910 | [0]089    |
| 1925 | 085       |
| 1939 | 073       |
| 1946 | 157       |

| Jahr | Einwohner |
| ---- | --------- |
| 2012 | [00]77    |
| 2016 | 64        |
| 2021 | [0]60     |
| 2022 | [0]60     |

Quelle, wenn nicht angegeben, bis 1946:

## Religion
Die evangelischen Christen in Ziepel waren ursprünglich nach Weteritz eingekircht. Die Kirche in Weteritz ist heute ein Wohnhaus. Ziepel gehört heute zum Pfarrbereich Gardelegen im Kirchenkreis Salzwedel im Propstsprengel Stendal-Magdeburg der Evangelischen Kirche in Mitteldeutschland.

## Kultur und Sehenswürdigkeiten
- Der Ortsfriedhof liegt im Süden des Dorfes am Waldrand.
- Am Dorfplatz steht ein Denkmal für die Gefallenen des Ersten Weltkriegs.